# Пау Пау
Пау Пау е село, разположено в окръг Ван Бурен в американския щат Мичиган. Той е окръжен център на окръг Ван Бурен. При преброяването от 2010 г. има население от 3534 жители и гъстота на населението от 471,98 души на km².
Селото е разположено при сливането на източния и южния клон на река Пау Пау в североизточната част на град Пау Пау. Селото е регистрирано през 1837 г. и се намира в югозападната част на Мичиган, на междущатска магистрала 94 (I-94) на приблизително 32 км западно от Каламазу.
Градът е бил домът на афроамериканската авторка на готварска книга Малинда Ръсел, която публикува първата известна готварска книга от чернокожа жена в Съединените щати. Тя живее в Пау Пау, след като бяга от дома си в Тенеси, който е нападнат от пътуващи банди бели през 1864 г. Книгата ѝ Domestic Cook Book: Containing a Careful Selection of Useful Receipts for the Kitchen, като средство за осигуряване на доходи за нея и нея син и печелете пари, за да се върне в Грийнвил, Тенеси. Ръсел сама публикува книгата си през 1866 г., като дава кратка история на живота си. и заявява в предговора към нея, че се надява да спечели пропуск, за да се върне у дома от приходите от нея. Месеци след нейното публикуване градът Пау Пау е унищожен от пожар.
На 13 юни 1888 г. пожар унищожава седем сгради (включително 11 предприятия и 2 хижи) в селото.
Пау Пау е в селско място, чийто основен селскостопански продукт е гроздето, което се използва както в местната винарска индустрия в Мичиган, така и за сокове и желета. Винарната St. Julian и Warner's Winery започва в Пау Пау. Там има ежегоден Фестивал на виното и реколтата, който традиционно се провежда през уикенда след Деня на труда. Фестивалът включва бирена шатра, естрада, музика на живо, популярно лозарско състезание сред боси местни жители, карнавални храни и фойерверки над живописното езеро Мейпъл. В продължение на три дни селото се отваря, за да отпразнува своите селскостопански корени: производството на плодове, сокове и винопроизводство. Дейностите във всяко кътче на селото включват традиционното тъпкане на грозде, дегустация на вино, 5K бягане, класическо колоездене и карнавал по средата, като всяка година се добавят нови забавления.